# Fiat Tipo 2
La Fiat Tipo 2 è un'autovettura costruita dalla Fiat tra il 1910 e il 1920. È stata anche denominata Fiat 15-20 HP.  Progettata sulla base della Tipo 1, fu prodotta in due serie e in diverse allestimenti.

## La vettura

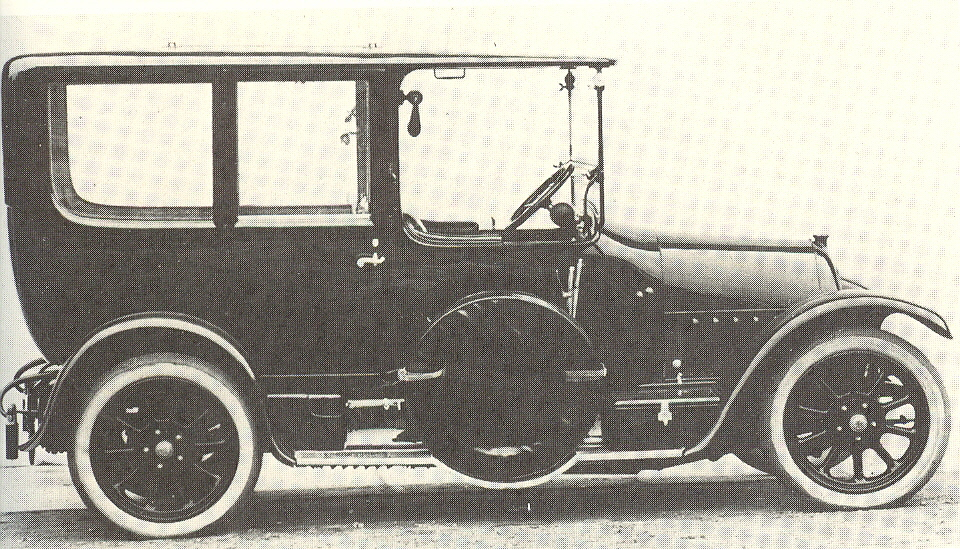
Fiat Tipo 2B

La prima serie, costruita dal 1910 al 1911 in 908 esemplari, monta un motore a quattro cilindri di 2612 cm³ di cilindrata erogante una potenza di 20 cv. L'accensione è a magnete, mentre i freni sono del tipo a nastro con comando a pedale, agenti sull'albero di trasmissione e non sulle ruote. La trasmissione è a giunto cardanico e il cambio a 4 marce + RM con comando a leva laterale. Raggiunge la velocità massima di 70 km/h e un consumo medio pari a 15 litri di benzina ogni 100 km. Fu messa in vendita al prezzo di L.18.000.
È stata la prima automobile adottata dal Regio Esercito per essere utilizzata nella guerra italo-turca e risulta essere la prima automobile ufficialmente impiegata in un conflitto bellico.
La seconda serie "Tipo 2B" fu messa in vendita nel 1912, con un incremento della cilindrata a 2814 cm³ e con una potenza di 26-28 cv. Poteva anche essere acquistato il solo autotelaio da carrozzare successivamente, al prezzo di L.9.000. Rappresentò il maggior successo di vendite Fiat negli anni dieci e fu fabbricata in oltre diecimila esemplari.